# Puerto Asís
Puerto Asís é um município da Colômbia, localizado no departamento de Putumayo.